# مگس‌گیر گلوزرد
مگس‌گیر گلوزرد (نام علمی: Conopias parvus) گونه‌ای از پرندگان تیرهٔ ژیان‌مرغان (Tyrannidae) است که در بولیوی، برزیل، کلمبیا، اکوادور، گویان فرانسه، گویان، پرو، سورینام و ونزوئلا یافت می‌شود. زیستگاه طبیعی آن جنگل‌های جلگه‌ای نمناک نیمه‌گرمسیری یا گرمسیری است.